# La mañana del trece
La mañana del Trece fue un programa de televisión chileno, transmitido entre 1999 y marzo de 2002 por Canal 13, siendo el primer espacio matinal de esta estación televisiva, conducido por Paulina Nin de Cardona.

## Historia

### Inicio
Fue creado como competencia directa de Buenos días a todos de TVN, quien se había mantenido como líder indiscutido del horario matinal desde 1992. Su primer capítulo fue transmitido la mañana del  lunes 18 de enero de 1999, bajo la conducción de Paulina Nin de Cardona, quien era acompañada por su recordada mascota «Cosita», una scottish terrier, y las participaciones del chef Francisco "Pancho" Toro en la cocina, Jorge Aedo en la locución en off, los periodistas Alejandro "Chavito" Chávez (1999-2002), Cristián Briceño (1999-2000), Cristián Pino (1999-2002), Patricio Orlando Varela (2000-2001) y Patricio Sotomayor (2000-2001), en terreno; además de otras figuras, como Vasco Moulian, Pato Torres, Fernando Alarcón, Malucha Pinto, Cristián Velasco, Giancarlo Petaccia, Iván Núñez, Martín Chávez, Jorge Guerra, Alicia Pedroso, Gloria Aros, el locutor Iván Hernández, Carla Ballero en la sección de gimnasia, y Tonka Tomicic en la sección de modas (2001).
En la segunda temporada de 2000, el programa conducido por Nin de Cardona, comenzó a elaborar un nuevo formato, apostando contenidos dirigidos hacia la mujer y a la entretención. En ese entonces, el matinal contó con una buena sintonía, disputando audiencias estrechamente con Buenos días a todos de Televisión Nacional.

#### Hechos históricos (11 de septiembre de 2001)
La mañana del 13 transmitió en vivo todo el atentado a las Torres Gemelas, el 11 de septiembre de 2001. A eso de las 09:00 hora local, se hizo un despacho con el periodista del Departamento de Prensa del canal, Carlos Zárate, con exclusivas imágenes de CNN, que mostraban el incendio provocado por el primer ataque y sin tener aún mayor información. En ese momento ocurrió en vivo el ataque del segundo avión, tras lo cual inmediatamente Paulina Nin de Cardona comenzó a hablar de «un atentado», y poco después Zárate comentó que el atentado «podría provenir de Oriente Medio».

#### Reestructuración y final (2002)
El 10 de diciembre de 2001, Paulina Nin de Cardona abandonó el espacio, el cual hasta ese día era considerado como uno de los matinales más exitosos de Canal 13, para ser reemplazada por un cuarteto de animadores conformado por Savka Pollak, Ana Sol Romero, Karla Constant, y una figura masculina que comenzó siendo José Alfredo Fuentes, luego Fernando Alarcón y finalmente Renato Munster en los últimos días de la emisión del programa. El programa comenzó a descender en audiencia considerablemente. Finalmente, Canal 13 decidió cancelar su emisión en marzo de 2002. El último capítulo del programa se emitió el viernes 1 de marzo de 2002 desde el estudio de verano del programa, ubicado en el patio La Cruz de Canal 13.